# Energy Salzburg
Energy Salzburg ist ein privater Hörfunksender aus Wien. Der Musiksender gehört zur NRJ Group und ist in der Stadt Salzburg auf der Frequenz 94,0 MHz zu empfangen.

## Programm
Seit 1. Juli 2009 ist die österreichische Energy-Frequenz On Air. Am Anfang bestand das Programm nur aus einer 7-stündigen Playlist, die drei Mal am Tag lief. Damals gab es noch keine Moderation, nur zwischen jedem Lied ein Energy-Jingle. Mittlerweile sendet NRJ aus Wien, wie sein Muttersender Energy Österreich.
Stündlich werden die Weltnachrichten gesendet, die sowohl in Salzburg, als auch in Innsbruck gesendet werden, halbstündlich eigene Lokalnachrichten für Salzburg. Mehrmals täglich werden von der Nachrichtenredaktion eigens für den Salzburger Raum gestaltete Beiträge gesendet. Außerdem sendete Energy live aus Salzburger Discotheken und überträgt deren Tanzmusik regelmäßig live im Nachtprogramm von 22 Uhr bis zwei Uhr morgens. Die Wortbeiträge und Nachrichtenredaktion wurden speziell auf den Großraum Salzburg zugeschnitten und gesendet.

## Sendungen
| Sendung                | Inhalt |
| ---------------------- | --- |
| Energy Kickstart       | Montag bis Freitag von 5 Uhr bis 6:45 Uhr                                                                                  |
| Energy News            | stündlicher Nachrichtenüberblick, morgens und Nachmittags zusätzliche Lokalnachrichten                                     |
| Energy bei der Arbeit  | Montag bis Freitag von 10 Uhr bis 15 Uhr, Stars, Lifestyle und über 40 Minuten Hits Nonstop                                |
| Energy Feierabend      | Montag bis Donnerstag von 15 Uhr bis 20 Uhr (Freitag bis 19 Uhr), Infos die Wien bewegen und über 40 Minuten Hits nonstop  |
| Energy Salzburg-Report | eigens gestaltete Beiträge zu aktuellen Themen im Bundesland Salzburg                                                      |
| Energy Nacht ab 8      | Montag bis Donnerstag von 20 Uhr (Freitag ab 21 Uhr) bis 00 Uhr, das Beste aus der Energy Morgenshow                       |
| Energy am Wochenende   | Samstag von 10 Uhr bis 16 Uhr, Stars, Lifestyle, die Themen der Woche und über 40 Minuten Hits nonstop                     |
| Energy Euro Hot 30     | Samstag von 16 Uhr bis 18 Uhr, die meistgespielten 30 Tracks aller europäischen Energy Stationen                           |
| Energy Clubfiles       | DJ-Show mit Flip Capella, Samstag von 20 bis 21 Uhr                                                                        |
| Energy Mastermix       | DJ-Show mit internationalen EDM-Artists, wie zum Beispiel Hardwell, Tiësto oder Armin van Buuren, Samstag von 21 bis 5 Uhr |